# Domena internetowa

Schematyczne przedstawienie domen internetowych

Domena internetowa – ciąg identyfikacyjny systemu Domain Name System (DNS), który określa zakres autonomii administracyjnej, uprawnień lub kontroli w Internecie. Nazwa domeny składa się z co najmniej jednej części, które (nazywane technicznie etykietami) są umieszczone w pewnym poddrzewie struktury DNS. Etykiety te są łączone i rozdzielane kropkami, np. example.com. 
W pełni kwalifikowana nazwa domeny (FQDN) to nazwa domeny, która jest w zupełności określona za pomocą wszystkich etykiet w hierarchii DNS, bez pominięcia jakiejkolwiek części. W etykietach w DNS nie ma znaczenia wielkość liter, ale najczęściej nazwy domen są pisane małymi literami.
Domena internetowa składa się z dwóch części: nazwy głównej oraz końcówki, czyli rozszerzenia. Nazwę główną bardzo często tworzy nazwa firmy/organizacji/akcji, jej skrót, bądź nazwa działalności, którą dana firma wykonuje. Rozszerzenie jest odgórnie ustalone – można wybrać spośród możliwych propozycji. Każdy kraj posiada przypisane rozszerzenie, np. Polska – .pl, Ukraina – .ua, Niemcy – .de, dla krajów Unii Europejskiej – .eu itd. Rozróżniamy domeny najwyższego poziomu: .com, .net, .org (zwane domenami globalnymi). Do tego pojawiają się rozszerzenia powstałe dla odróżnienia celu strony – lista domen najwyższego poziomu.
Od stycznia 2014 roku pojawiły się nowe rozszerzenia (ponad 700 końcówek) tzw. nowe domeny. Nowe domeny dają możliwość stworzenia krótkiej, chwytliwej nazwy domeny bez historii. Dla przykładu nowe domeny to .hotel, .blog, .fitness, .bar etc. Wdrożenie wszystkich końcówek zajęło cały rok 2014.
Dla przykładu adres Wikipedii pl.wikipedia.org składa się z trzech wyrazów rozdzielonych kropkami. Aby lepiej zrozumieć sens domeny internetowej, dobrze jest przeanalizować elementy adresu Wikipedii: org to domena najwyższego poziomu mająca najbardziej ogólne znaczenie – przypisywana jest stronom wszystkich organizacji, wikipedia.org to nazwa domeny wykupionej przez fundację Wikimedia i odnosi się do projektu o nazwie Wikipedia, natomiast subdomena pl.wikipedia.org identyfikuje jego polską wersję.
Jak widać na powyższym przykładzie, domeny tworzą hierarchię, która pozwala katalogować zasoby dostępne poprzez protokół internetowy, takie jak komputery w sieci, strony internetowe czy inne usługi komunikujące się przez Internet, według pewnych kategorii, dzięki czemu adresy internetowe stają się uporządkowane i możliwe do zapamiętania. Każda z nazw domenowych może zawierać litery, cyfry lub znak '-', a wielkie i małe litery nie są odróżniane (obecnie możliwe jest także stosowanie narodowych znaków diakrytycznych w domenach typu IDN). Wiele nazw domen jest płatnych.

## Literatura
- Maciej Dutko: "Domeny internetowe. Krótko i na temat", PWN, 2008